# 1617 Алшмітт
1617 Алшмітт (1952 FB, 1929 CC1, 1935 ER, 1941 HH, 1947 LS, 1952 DK2, 1975 AJ, A906 DC, 1617 Alschmitt) — астероїд головного поясу, відкритий 20 березня 1952 року.
Тіссеранів параметр щодо Юпітера — 3,141.